# Saison 2 de SMILF
Chronologie
Saison 1
Cet article présente le guide des épisodes de la deuxième et dernière saison de la série télévisée américaine SMILF.

## Distribution

### Acteurs principaux
- Frankie Shaw (VF : Ingrid Donnadieu) : Bridgette
- Miguel Gomez : Rafi, ancien petit ami de Bridgette et père de Larry
- Samara Weaving : Nelson Rose, petite amie de Rafi
- Rosie O'Donnell (VF : Brigitte Virtudes) : Tutu, mère de Bridgette
- Anna et Alexandra Reimer : Larry, fils de Bridgette et Rafi
- Raven Goodwin : Eliza, amie puis colocataire de Bridgette

### Acteurs récurrents
- Connie Britton : Ally

## Liste des épisodes

### Épisode 1:Super merdier intégral, lose fatale
- États-Unis : 20 janvier 2019 sur Showtime[1]
- France : 21 janvier 2019 sur Canal+ Séries[2]

- États-Unis : 242 000 téléspectateurs[3] (première diffusion)

### Épisode 2:Seule Marie inspire la foi
- États-Unis : 27 janvier 2019 sur Showtime
- France : 28 janvier 2019 sur Canal+ Séries

- États-Unis : 203 000 téléspectateurs[4] (première diffusion)

### Épisode 3:Substituts maternels: Indispensable liant familial
- États-Unis : 10 février 2019 sur Showtime
- France : 11 février 2019 sur Canal+ Séries

- États-Unis : 206 000 téléspectateurs[5] (première diffusion)

### Épisode 4:Samedi, maman incarne la féminité
- États-Unis : 17 février 2019 sur Showtime
- France : 18 février 2019 sur Canal+ Séries

- États-Unis : 196 000 téléspectateurs[6] (première diffusion)

### Épisode 5:Seule Maman incarne l'amour fusionnel
- États-Unis : 24 février 2019 sur Showtime
- France : 25 février 2019 sur Canal+ Séries

- États-Unis : 142 000 téléspectateurs[7] (première diffusion)

### Épisode 6:Seule Maman improvise les finances
- États-Unis : 3 mars 2019 sur Showtime
- France : 4 mars 2019 sur Canal+ Séries

- États-Unis : 215 000 téléspectateurs[8] (première diffusion)

### Épisode 7:Sourires & mensonges: Imaginez le fiasco
- États-Unis : 10 mars 2019 sur Showtime
- France : 11 mars 2019 sur Canal+ Séries

- États-Unis : 250 000 téléspectateurs[9] (première diffusion)

### Épisode 8:Sex Makes It Less Formal
- États-Unis : 17 mars 2019 sur Showtime
- France : 18 mars 2019 sur Canal+ Séries

- États-Unis : 185 000 téléspectateurs[10] (première diffusion)

### Épisode 9:Seule, maman ignore la loi
- États-Unis : 24 mars 2019 sur Showtime
- France : 25 mars 2019 sur Canal+ Séries

- États-Unis : 175 000 téléspectateurs[11] (première diffusion)

### Épisode 10:Seule, maman investigue (les) lacunes familiales
- États-Unis : 31 mars 2019 sur Showtime
- France : 1er avril 2019 sur Canal+ Séries